# Cratere Stokes (Marte)
Stokes è un cratere sulla superficie di Marte.
Il cratere è dedicato al matematico britannico George Stokes.